# میرمسیا گلوزا
میرمسیا گلوزا (به انگلیسی: Myrmecia gulosa)، که همچنین با نام عمومی گاومورچه قرمز (به انگلیسی: Red bull ant) یا گاومورچه غول پیکر یا هوپی جو نیز شناخته می‌شود، گونه‌ای از مورچه بولداگ از سردهٔ میرمسیا است. در سراسر استرالیای شرقی فراوان است.
اولین نمونهٔ میرمسیا گلوزا در سال ۱۷۷۰ توسط جوزف بنکس جمع‌آوری شد و آن را به یکی از اولین حشرات استرالیایی تبدیل کرد که توسط یک اروپایی جمع‌آوری و طبقه‌بندی شد.